# Västra Bosjöklosterhalvön
Västra Bosjöklosterhalvön är ett naturreservat i Höörs kommun. Av reservatet är 132 hektar land och 106 hektar vatten.
Reservatet består av ädellöv- och sumpskog, en svagt välvd mosse samt en del av västra Ringsjön. Ädellövskogarna är av ängskaraktär med många grova ädellövträd, bland annat finns några av Skånes grövsta ekar i området. I ädellövskogarna, där delar är upp till 160 år gamla, finns mycket död ved som ger förutsättningar för många rödlistade insektsarter. I sumpskogarna häckar mindre hackspett som är Höörs kommunfågel. Den svagt välvda mossen är en av få kvarvarande mossar av kontinental typ.
Det är beträdnadsförbud på Hägerholmen ute i västra Ringsjön under fåglarnas häckningstid 1 april till 15 augusti och 100 meter från boplattform för fiskgjuse.

## Flora och fauna
I ädellövskogarna finns förutom bok och ek även avenbok, björk, hassel, lind, lönn och rönn. I de äldre ekarna och död ved finns många rödlistade insekter som brokig barksvartbagge, gulbent kamklobagge, kardinalfärgad rödrock, läderbagge, smalknäppare, och flera hålträdsknäppare. Markskiktet består bl.a. hässlebrodd, lundstjärnblomma, långsvingel, skogsbingel och stor häxört. Lavar och svampar finns representerade av arter som grå skärelav, matt pricklav och oxtungssvamp. Av fåglar finns arter som spillkråka och röd glada.
Sumpskogarna består av björk, klibbal och ask, där många av askarna är angripna av askskottssjukan. Inom ett mindre område förekommer även gråal. I sumpskogen häckar mindre hackspett.
På mossen växer glasbjörk, med stammar som ser ut som om de växer i fjällen. I fältskiktet finns odon, rosling och vitag. På fuktängarna och våtmarkerna kring mossen växer kaveldun, vass och den sällsynta ängsmyskgräs.
Ute på Ringsjön finns många häckande fåglar som fiskgjuse och fisktärna.

## Geologi och landskap
Reservatet ligger på den nordöstra delen av Tornquistzonen. Berggrunden består av sandsten, lersten och arkoser från trias och jura. Under jura och krita förekom vulkaner i området som exempelvis Lillö som ligger strax nordväst om reservatet. Jordarterna består huvudsakligen av postglacial sand och morän. Området är platt, förutom Möllebacken där den byggnadsminnesförklarade väderkvarnen Bosjöklosters mölla står. Strax söder om reservatet ligger slottet Bosjökloster som på medeltiden var ett nunnekloster.
I norra delen av reservatet låg det tidigare en liten sjö, Iglasjö. I mitten på 1800-talet torrlade man våtmarker och sänkte sjöar för att få mer mark att odla på – Ringsjön blev mindre och grundare och Iglasjön försvann. Under en period bröt man torv från den torrlagda sjön och från mossen som ligger en bit söderut.

## Historik

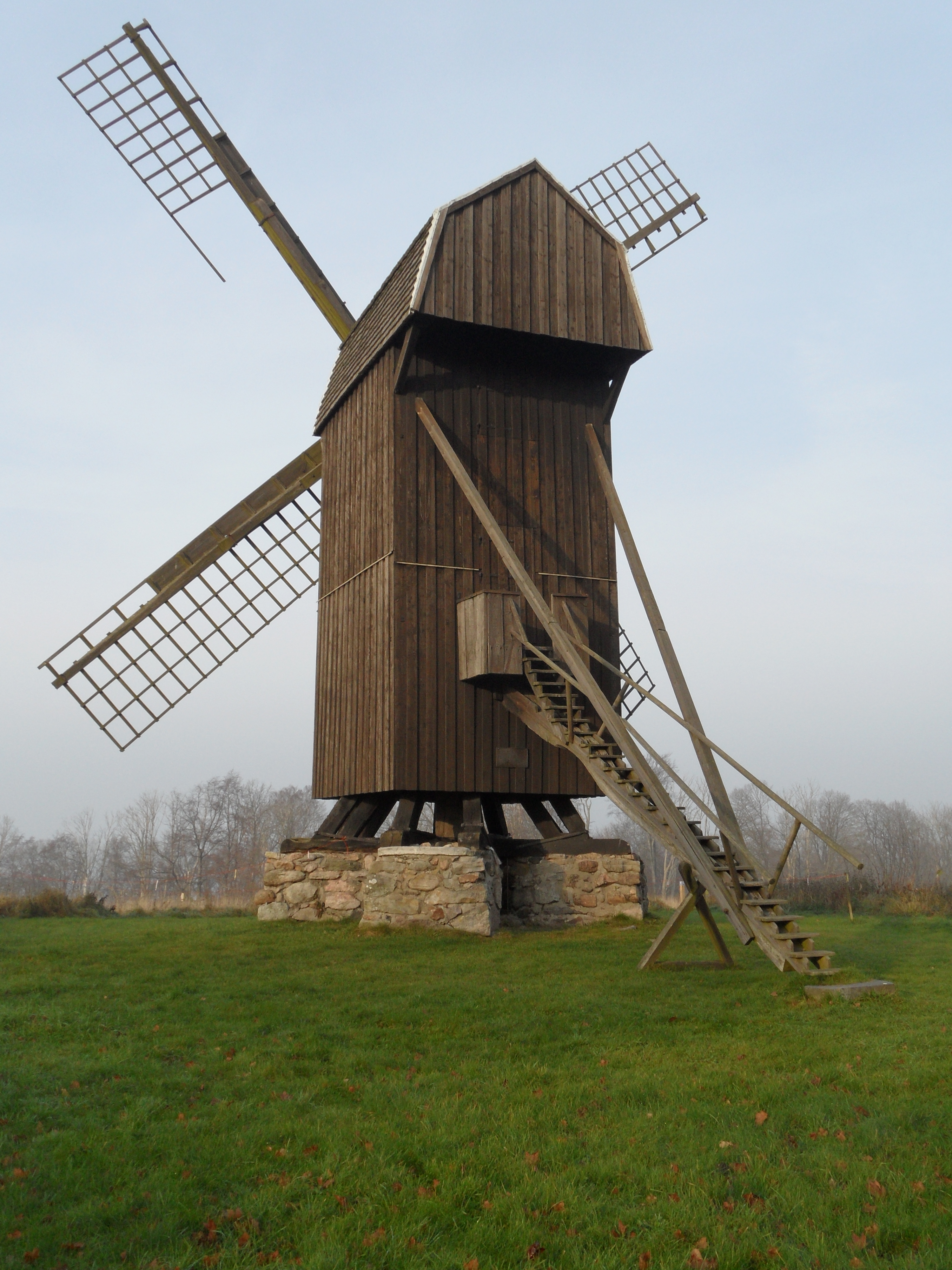
Bosjöklosters mölla

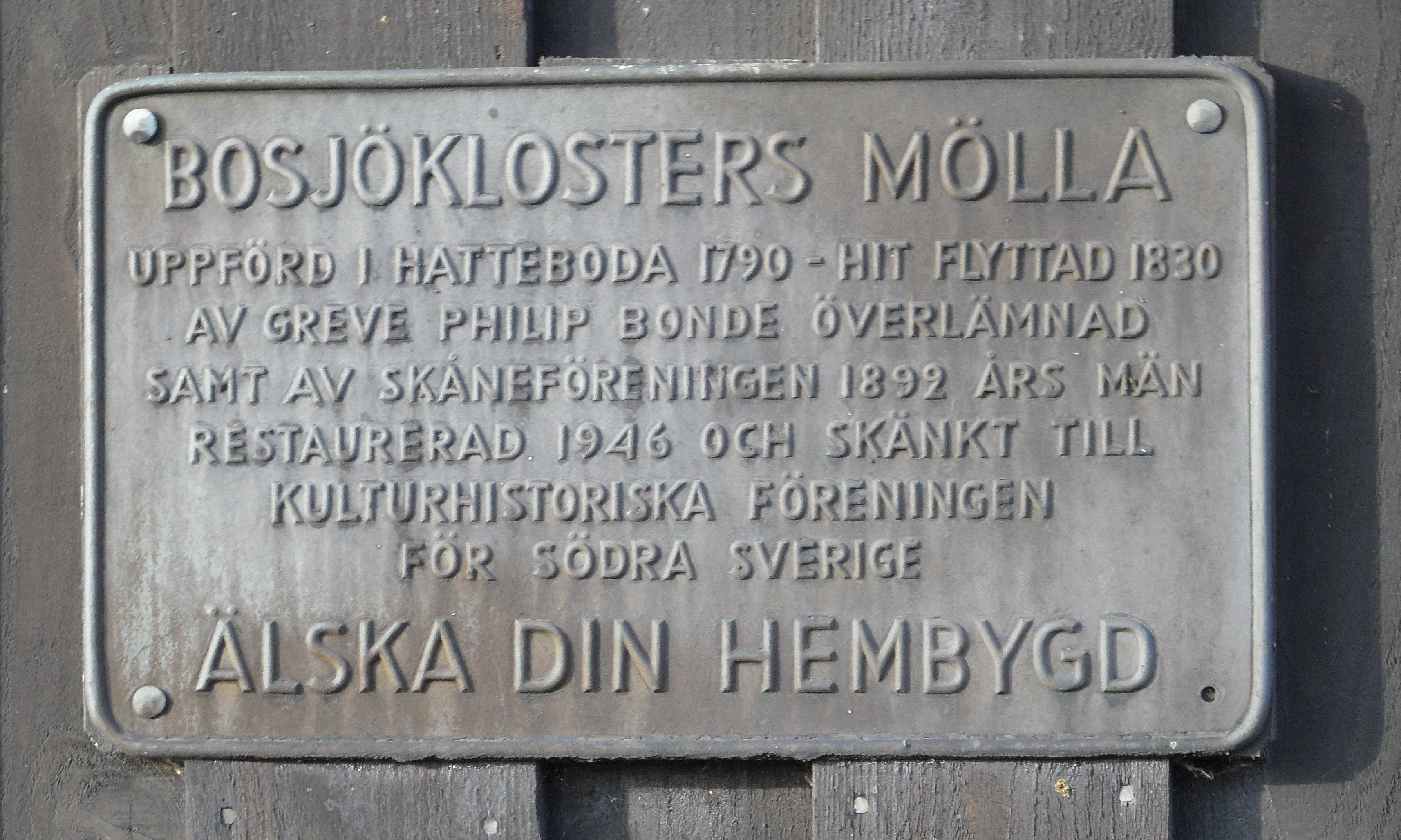
Plaketten på Bosjöklosters mölla

I reservatet finns lämningar av boplatser från stenåldern, bronsåldern och järnåldern. Nedanför Möllebacken i skogskanten finns en stenålder-bronsålders hällristning i form av en älvkvarn på ett granitblock som är upplagd på ett tiotal mindre stenar.
Området tillhörde tidigare Bosjökloster, vilket grundades på 1100-talet. En teckning av Rosenberg från 1300-talet visar att klostret var omgivet av ekar. På den Skånska rekognosceringskartan från åren 1812-1820 visar att området bestod av ädellöv- och sumpskog på samma sätt som i dag. På generalstabskartan från 1865 visas att delar av området nyttjades för slåtter.
Bosjöklosters mölla, som är byggd 1790, flyttades till Möllebacken från Hatteboda i Småland på 1830-talet av greve Philip Bonde.[källa behövs] Möllan restaurerades 1946. Intill möllan ligger det som var mjölnarbostaden.

## Vägbeskrivning
Reservatet ligger på västra sidan av riksväg 23 på Bosjöklosterhalvön strax nordöst om Gamla Bo.